# Presidenti del Consiglio regionale dei Paesi della Loira
Il presidente del Consiglio regionale dei Paesi della Loira (in francese Président du conseil régional des Pays de la Loire)  è il capo del governo della regione francese dei Paesi della Loira e il capo del suo Consiglio regionale

## Elenco
| Mandato          | Mandato           | Presidente | Presidente                  | Partito | Partito                          |
| ---------------- | ----------------- | ---------- | --------------------------- | ------- | -------------------------------- |
| 5 gennaio 1974   | 27 maggio 1974    |            | Vincent Ansquer             |         | Raggruppamento per la Repubblica |
| 28 maggio 1974   | 20 marzo 1998     |            | Olivier Guichard            |         | Raggruppamento per la Repubblica |
| 20 marzo 1998    | 16 maggio 2002    |            | François Fillon             |         | Raggruppamento per la Repubblica |
| 16 maggio 2002   | 1º aprile 2004    |            | Jean-Luc Harousseau         |         | Unione per un Movimento Popolare |
| 2 aprile 2004    | 18 dicembre 2015  |            | Jacques Auxiette            |         | Partito Socialista               |
| 18 dicembre 2015 | 30 settembre 2017 |            | Bruno Retailleau            |         | I Repubblicani                   |
| 2017             | 2017              |            | François Pinte (ad interim) |         | I Repubblicani                   |
| 19 ottobre 2017  | in carica         |            | Christelle Morançais        |         | I Repubblicani                   |